# Hiritu
Hiritu (akad. hirītu, tłum. „rów, fosa, kanał”) – miasto w południowej Mezopotamii, znane z listów z archiwum w Mari (XVIII w. p.n.e.). Leżało na wschodnim brzegu rzeki Irnina, będącej dopływem Eufratu, w niedużej odległości od miasta Sippar. Po włączeniu go przez Hammurabiiego (1792-1750 p.n.e.) z Babilonu do jego państwa stało się w 1764 r. p.n.e. celem ataku armii elamickiej. Hiritu zostało oblężone, ale po klęsce zadanej Elamitom przez połączone siły Hammurabiego i Zimri-Lima z Mari ich wojska musiały odstąpić od oblężenia i się wycofać.
Miasto to identyczne jest najprawdopodobniej z wzmiankowanym w źródłach z VII w. p.n.e. miastem Hiritu „w prowincji Sippar”. Pod miastem tym w 652 r. p.n.e. doszło do bitwy pomiędzy asyryjską armią Aszurbanipala a wojskami jego zbuntowanego brata Szamasz-szuma-ukina, w której ten ostatni poniósł klęskę.